# Miloš Nikić
Miloš Nikić (in serbo Милош Никић?; Cettigne, 31 marzo 1986) è un pallavolista serbo.
Gioca nel ruolo di schiacciatore nello Ziraat Bankası.

## Palmarès

### Club
- Campionato italiano: 1

2015-16
- Coppa Italia: 1

2015-16
- Coppa dell'Emiro: 1

2017
- Supercoppa italiana: 1

2015

### Nazionale (competizioni minori)
- Memorial Hubert Wagner 2016